# Si rompe, que rompa
Si rompe, que rompa es el segundo álbum de estudio del grupo asturiano Los Berrones, publicado por Pasión Discos en 1990. El álbum, que el grupo grabó en los estudios Quarzo de Madrid, incluyó canciones como «Chacho», «Borrachón» y «La del estudiante», popularizadas a lo largo de la carrera musical del grupo, así como «Nun yes tú», publicada anteriormente en el álbum debut de Los Berrones, Voy dicítelo (Fechu n'Asturies) (1989).

## Lista de canciones
| N.º | Título                    | Duración |  |
| 1.  | «Chacho»                  |          |  |
| 2.  | «Borrachón»               |          |  |
| 3.  | «La del estudiante»       |          |  |
| 4.  | «Como un perru ensin amu» |          |  |
| 5.  | «La del tiempu»           |          |  |
| 6.  | «Nun yes tú»              |          |  |
| 7.  | «Toi fechu caldo»         |          |  |
| 8.  | «Vagu sempiternu»         |          |  |
| 9.  | «La del llágrima»         |          |  |